# HD 1502 b
HD 1502 b, aussi nommée Indépendance, est une planète extrasolaire (exoplanète) en orbite autour de l'étoile HD 1502.
Détectée par la méthode des vitesses radiales, sa découverte a été annoncée en 2011.